# Maastricht (stacja kolejowa)
Maastricht – stacja kolejowa w Maastricht, w prowincji Limburgia. Posiada 3 perony.